# Ловчанська єпархія
Ловчанська єпархія (болг. Ловчанская епархия)— єпархія Православної церкви Болгарії з центром в місті Ловеч і архієрейськими намісництвами в Пирдопі, Ботевграді, Тетевені і Трояні. В єпархії до 130 церков і 13 монастирів, серед яких знаменитий Троянський монастир.

## Історія
Відомо, що в період Другого Болгарського царства (1187-1393) в Ловечі була єпископська кафедра.

## Єпископи
- Лонгін (XII століття)
- Мелетій (XII століття)
- Кипріян (XII століття)
- Симеон І (XII століття)
- Симеон II (до 1360)
- Парфеній (1360)
- Єремія (1558)
- Феофан (1590 і 1598)
- Лаврентій (1618, 1619, 1620, 1622 і 1635)
- Натанаіл (1635)
- Симеон (1639–1640)
- Кирило (1643/1644 — 1651)
- Єзекіїль (грудень 1651 — 16 листопада 1673)
- Іоаникій (1686)
- Іоаким (1698)
- Геннадій (1730)
- Парфеній (квітень 1730 -?)
- Паісій I (25 лютого 1749-1757)
- Анфім I (квітень 1757–1785)
- Паісій II (1768-1774)
- Анфім II (1794-1827)
- Діонісій (липень 1827-1845)
- Мелетій I (вересень 1845-1848)
- Мелетій II (16 липня 1848 — 2 лютого 1852)

Болгарський Екзархат
- Іларіон (Іванов) (січень — 25 червня 1872)
- Діонісій (Помаков) (7 липня 1873 — 29 травня 1875)
- Мелетій (Андонов) (1875 — січень 1876) в / в, митр. Софійський
- Іосиф (Йовчев) (18 січня 1876 — 24 квітня 1877)
- Натанаіл (Бойкікев) (1880 — 24 березня 1891)
- Парфеній (Іванов) (1891-1892)
- Анфім (Кинчев) (15 серпня 1893 — 6 лютого 1897)
- Максим (Пелов) (1897 — 1 жовтня 1906)
- Климент (Шівачев) (8 березня 1909-1924)
- Максим (Пелов) (травень 1924-1934)
- Анфім (Шівачев) (14 листопада 1937 — 4 березня 1939)
- Філарет (Атанасов) (21 травня 1939 — 28 червня 1960)
- Максим (Мінков) (30 жовтня 1960 — 4 липня 1971)
- Григорій (Узунов) (30 січня 1972 — 7 грудня 2000)
- Нестор (Кристев) (грудень 2000 — 8 лютого 2001)
- Гавриіл (Динев) (з 8 лютого 2001)